# Steven A. Rosenberg

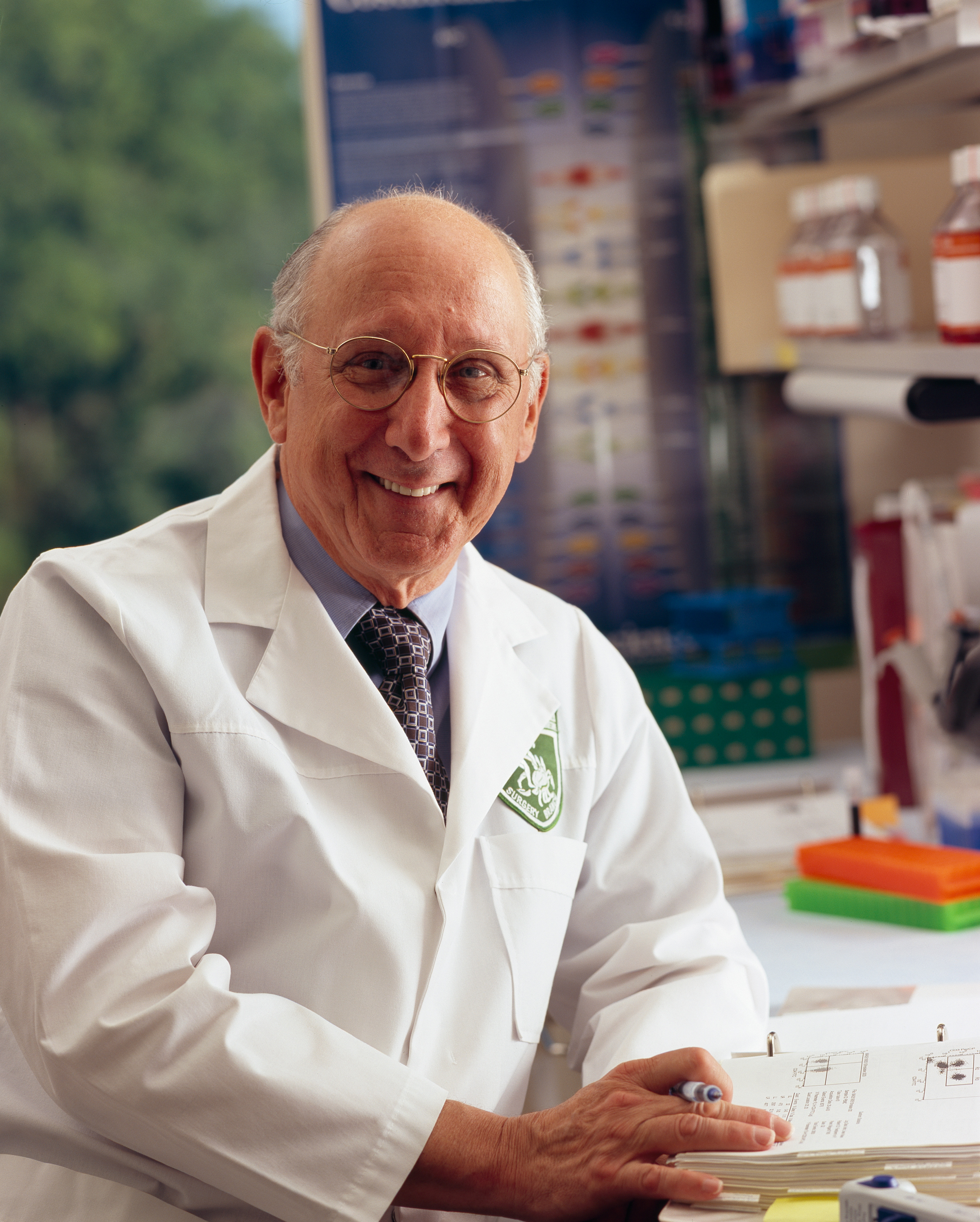
Steven A. Rosenberg (2008).
Aufnahme von Rhoda Baer.

Steven Aaron Rosenberg (* 2. August 1940 in New York City) ist ein US-amerikanischer Chirurg und Krebsforscher am National Cancer Institute. Rosenberg gilt als Pionier der Krebsimmuntherapie.

## Leben
Rosenberg ist das Kind polnisch-jüdischer Einwanderer. Er besuchte die renommierte Bronx High School of Science. Rosenberg erwarb an der Johns Hopkins University in Baltimore, Maryland, 1961 einen Bachelor und 1964 einen M.D. als Abschluss des Medizinstudiums. Am Peter Bent Brigham Hospital in Boston, Massachusetts, absolvierte er seine Zeit Assistenzarzt (internship und residency) und erwarb 1968 mit der Arbeit The Proteins of Erythrocyte Membranes an der benachbarten Harvard University einen Ph.D. in Biophysik. Anschließend blieb er als Forschungsassistent bei John David an der Harvard University, bevor er an die National Institutes of Health (NIH) in Bethesda, Maryland, wechselte. Seit 1974 ist er dort Leiter der Abteilung für Chirurgie. 1979 erhielt er eine Professur für Chirurgie an der Uniformed Services University of the Health Sciences in Bethesda. Zusätzlich hat er seit 1988 eine Professur für Chirurgie an der George Washington University in Washington, D.C.
Rosenberg ist seit 1968 mit Alice O’Connell verheiratet, das Paar hat drei Töchter.

## Wirken
Rosenberg behandelte fortgeschrittene Tumorleiden mit T-Lymphozyten, die mit Interleukin-2 (IL-2) zu lymphokinaktivierten Killerzellen (LAK-Zellen) modifiziert worden waren, und mit tumor-infiltrating lymphocytes (Tumor-infiltrierenden Lymphozyten, TIL), die mit IL-2 stimuliert worden waren. Gemeinsam mit W. French Anderson führte Rosenberg die ersten erfolgreichen Studien zur Gentherapie beim Menschen durch, indem er das Gen für den Tumornekrosefaktor (TNF) in TIL einschleuste. Rosenberg identifizierte zahlreiche Tumorantigene, die als Zielmoleküle für die Entwicklung einer „Krebsimpfung“ gelten.
Rosenberg war Sprecher des Ärzteteams, das 1985 den Darmkrebs beim damaligen US-Präsidenten Ronald Reagan behandelte.

## Auszeichnungen (Auswahl)
- 1988 Léopold-Griffuel-Preis[1]
- 2010 Karl Landsteiner Memorial Award[2]
- 2011 William B. Coley Award[3]
- 2012 Keio Medical Science Prize[4]
- 2014 Massry-Preis
- 2018 Albany Medical Center Prize
- 2019 Szent-Györgyi Prize
- 2021 Dan-David-Preis
- 2023 National Medal of Technology and Innovation
- 2024 AACR Award for Lifetime Achievement in Cancer Research
- 2024 Mitglied der National Academy of Sciences

## Schriften
- mit Vincent T. DeVita, Theodore S. Lawrence (Hrsg.): Cancer: Principles and Practice of Oncology, 10. Auflage, Wolters Kluwer Health/Lippincott Williams & Wilkins, 2014.